# Ivan Hlaváček

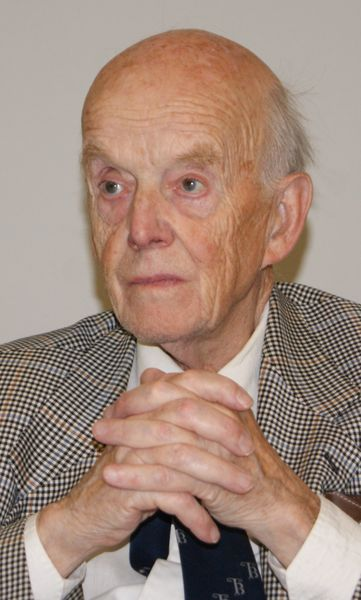
Ivan Hlaváček, aufgenommen 2017 von Werner Maleczek auf einer Reichenautagung des Konstanzer Arbeitskreises für mittelalterliche Geschichte.

Ivan Hlaváček (* 28. Mai 1931 in Prag) ist ein tschechischer Historiker. Seine Forschungstätigkeit machte ihn zu einem der führenden Experten zur Kanzlei des böhmischen und römisch-deutschen Königs Wenzel.

## Leben
Ivan Hlaváček legte 1950 das Abitur am Vančura-Gymnasium in Prag 5 ab. Von Sommersemester 1950 bis Wintersemester 1954/1955 studierte er Historische Hilfswissenschaften, Archivistik und Geschichte an der Karls-Universität Prag. Sein akademischer Lehrer war Zdeněk Fiala. Von 1955 bis 1967 war er Oberassistent am Lehrstuhl für Historische Hilfswissenschaften und Archivistik an der Karls-Universität Prag. 1966 erfolgte seine Habilitation mit einer Arbeit über das Urkunden- und Kanzleiwesen des böhmischen und römisch-deutschen Königs Wenzel. 
Im Jahr 1967 wurde Hlaváček Dozent und 1991 ordentlicher Professor für Historische Hilfswissenschaften an der Karls-Universität Prag. Von 1991 bis 1999 war er Leiter des Instituts für Historische Hilfswissenschaften und Archivistik und von 1991 bis 1994 Prodekan der Philosophischen Fakultät der Karls-Universität Prag. Von 1992 bis 1998 lehrte Hlaváček als Gastprofessor an der Universität Konstanz.

## Forschungsschwerpunkte

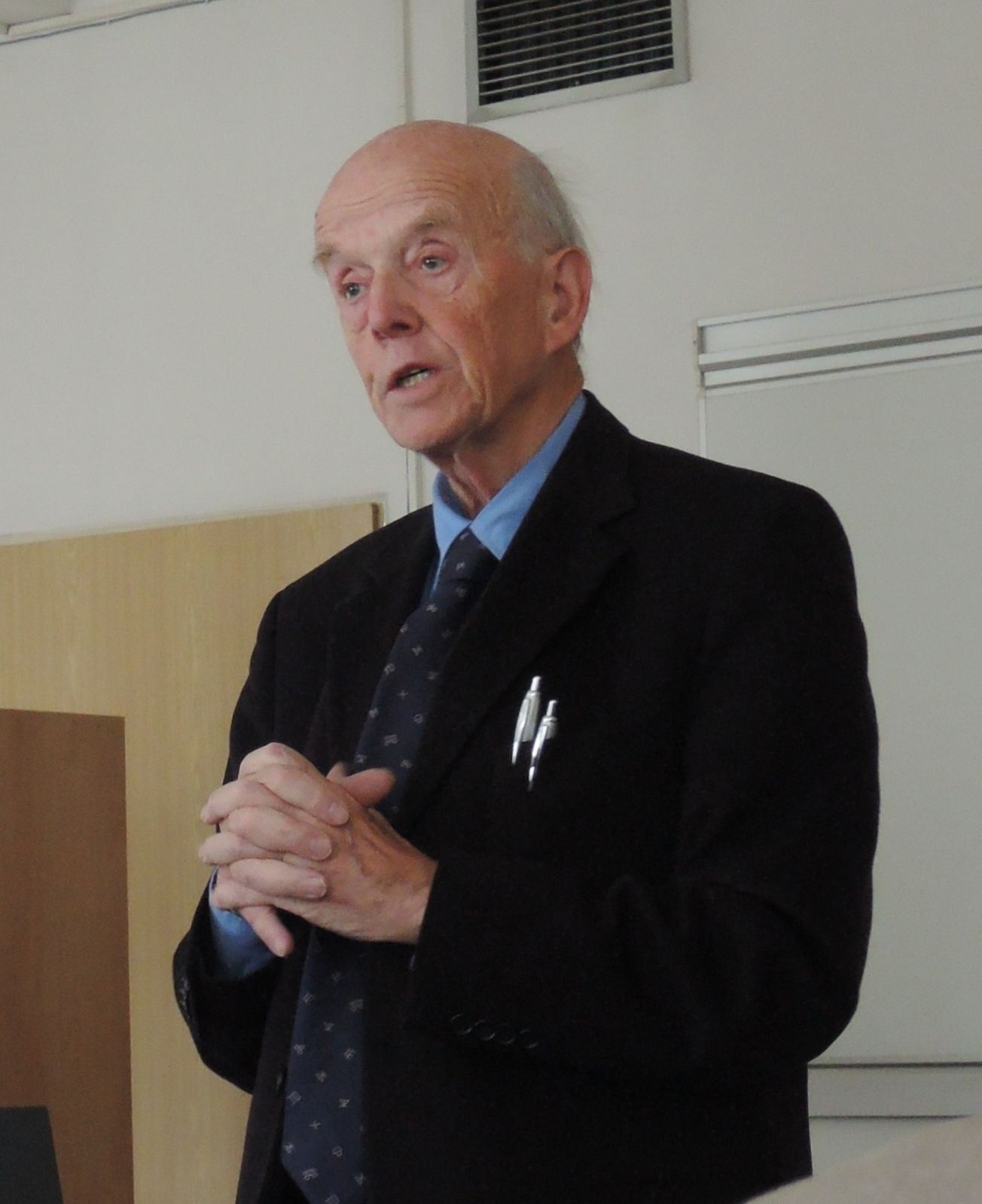
Ivan Hlaváček, 2013

Seine Forschungsschwerpunkte sind die Historischen Hilfswissenschaften, Diplomatik und Kodikologie mit dem Schwerpunkt auf dem Hoch- und Spätmittelalter und dabei besonders die böhmisch-mährische Landesgeschichte. Weitere Schwerpunkte sind die Verwaltungsgeschichte und die politische Geschichte der spätmittelalterlichen Königsherrschaft, die Bibliotheksgeschichte, die Kulturgeschichte des Spätmittelalters und der Frühen Neuzeit.
Hlaváček legte mehrere Studien zur Diplomatik Wenzels und der Luxemburger in deutscher und tschechischer Sprache vor. Intensiv befasste er sich seit den fünfziger Jahren mit der gesamten Funktion der Kanzlei König Wenzels, dem Aufbau, der personellen Zusammensetzung und den Schreibern. Die 1970 veröffentlichte Studie über die Kanzlei des böhmischen und römischen Königs Wenzel IV. wurde grundlegend. Seine Arbeit basiert auf rund 5.000 Urkunden, „doch muß die Gesamtzahl der Schriftstücke (auch die der erhaltenen) weit höher veranschlagt werden“. Er ist Projektleiter der Regesten Wenzels 1376/78–1400/1419. Das Projekt umfasst die Bearbeitung von rund 6.000 bis 7.000 Urkunden. Von Hlaváček erschienen 2014 die Regesten der überlieferten Abschriften und zugleich Auszüge aus zwei Bänden von den Registern der Hofkanzlei Wenzels, dem sogenannten „Codex Premyslaeus“. Sie wurden kurz nach 1424 von drei Schreibern wohl im Umfeld des polnischen Königshofes verfasst.
Mit Zdeňka Hledíková legte er 1973 eine Edition der erhaltenen Visitationsprotokolle des Prager Archidiakons Paul von Janowitz aus den Jahren 1379–1382 vor. Über die Probleme mit der Quellengattung Visitationsprotokoll veröffentlichte er eine eigene Abhandlung. Gemeinsam mit Alexander Patschovsky organisierte er im Herbst 1993 ein Kolloquium in Konstanz und Prag zum Thema Reform von Kirche und Reich zur Zeit der Konzilien von Konstanz und Basel. Die Beiträge wurden 1996 herausgegeben. Er organisierte 2000 eine Tagung mit Zdeňka Hledíková zum Thema Die kirchliche Diplomatik und Verwaltung im Spätmittelalter und der frühen Neuzeit. Im Oktober 2007 organisierte er zusammen mit Alexander Patschovsky eine Reichenautagung zu Böhmen und seinen Nachbarn in der Přemyslidenzeit im mitteleuropäischen Vergleich. Erstmals widmete der Konstanzer Arbeitskreis für mittelalterliche Geschichte eine seiner Reichenau-Tagungen dem mittelalterlichen Böhmen. Das Ziel der Beiträge war es, „das Böhmen der Přemyslidenzeit [...] länderübergreifend im internationalen Kontext [...] in ein schärferes und aus größerer Distanz geworfenes Licht“ zu stellen. Der 90-jährige Hlaváček verfasste in den Jahrzehnten seines Wirkens über 500 Beiträge. Als Rezensent tritt er immer noch in Erscheinung.
Für seine Forschungen wurden Hlaváček zahlreiche wissenschaftliche Ehrungen und Mitgliedschaften zugesprochen. 1977 wurde Hlaváček korrespondierendes Mitglied der der Zentraldirektion der Monumenta Germaniae Historica. Seit 1990 ist er Mitglied des Konstanzer Arbeitskreises für mittelalterliche Geschichte und seit 1993 korrespondierendes Mitglied im Ausland der Österreichischen Akademie der Wissenschaften. Er wurde 1996 Mitglied im Collegium Carolinum. Von 1990 bis 2000 war Mitglied des Wissenschaftlichen Beirats der Philosophischen Fakultät der Karls-Universität. 1997 ernannte ihn die Gelehrte Gesellschaft der Tschechischen Republik zu ihrem Mitglied. 1999 war er Vizepräsident der Commission Internationale de Diplomatique. Ihm wurde 1995 die František Palacký-Medaille für Verdienste um die Gesellschaftswissenschaften der Tschechischen Akademie der Wissenschaften und 2003 die „Honorary Medal De Scientia et Humanitate Optime Meritis“ der Tschechischen Akademie der Wissenschaften in Prag verliehen. Er erhielt die Medaille des Verbandes der polnischen Mediävisten.

## Schriften
Aufsatzsammlung
- Mlada Holá, Martina Jeránková, Klára Woitschová (Hrsg.): Höfe – Residenzen – Itinerare. Verlag Karolinum, Prag 2011, ISBN 978-80-246-1942-2 (Wiederabdruck von 19 Aufsätzen aus den Jahren 1971–2003).

Monografien
- Středověké soupisy knih a knihoven v českých zemích. Přispěvek ke kulturnim dějinám českým (= Acta Universitatis Carolinae. Bd. 11). Univ. Karlova, Prag 1966.
- Das Urkunden- und Kanzleiwesen des böhmischen und römischen Königs Wenzel (IV.) 1376–1419. Ein Beitrag zur spätmittelalterlichen Diplomatik (= Monumenta Germaniae historica. Bd. 23). Hiersemann, Stuttgart 1970, ISBN 3-7772-7003-2 (Teilweise zugleich: Prag, Universität, Habilitations-Schrift, 1967).

Herausgeberschaften
- mit Zdeňka Hledíková: Nichtbohemikale mittelalterliche Originalurkunden in den böhmischen Ländern (= Archiv und Wissenschaft. N.F., Bd. 1). Böhlau, Köln 1977, ISBN 3-412-04576-4.
- mit Alexander Patschovsky: Reform von Kirche und Reich zur Zeit der Konzilien von Konstanz (1414–1418) und Basel (1431–1449). Konstanz-Prager Historisches Kolloquium (11. – 17. Oktober 1993). UVK, Konstanz 1996, ISBN 3-87940-517-4.
- mit Alexander Patschovsky: Böhmen und seine Nachbarn in der Přemyslidenzeit (= Vorträge und Forschungen. Bd. 74). Thorbecke, Ostfildern 2011, ISBN 978-3-7995-6874-6 (online).

Quellenedition
- mit Zdeňka Hledíková: Protocollum visitationis archidiaconatus Pragensis annis 1379–1382 per Paulum de Janowicz archidiaconum Pragensem factae. Akademie der Wissenschaften, Prag 1973.
- Codex Premyslaeus. Regesty z výpisu z dvorských register Václava IV. z doby kolem a po roku 1400. Regesten aus den Auszügen von den Hofkanzleiregistern Wenzels IV. aus der Zeit um und nach 1400 (= Archiv český. Bd. 39). Centrum Medievistických Studií, Prag 2013, ISBN 978-80-7007-400-8.